# 水弹枪
水弹枪（英文：gel blaster、gel shooter、gel gun、gelsoft、hydro-blaster等）是与漆弹枪和软气枪十分相似的玩具枪。水弹枪发射水凝胶（通常是聚丙烯酸钠，常用于尿布产品或在园艺中给花草蓄水）吸水饱和后形成的球形弹丸（俗称水弹，英文常常翻译为“hydrogel ball”、“water bullet”或“gel bead”），其质量和体积超过99％都来自于吸附的水分子。

## 设计原理
水弹枪的构造与软气枪极其相似，使用一个弹簧活塞气泵提供发射力，并用手动操作或用电池驱动内置电动机带动齿轮箱来重复压缩弹簧并给气泵加压。与漆弹和软气枪的塑料弹不同，水弹枪所发射的水弹十分脆弱，一旦膛压过高就会在枪内破碎，所以水弹枪的输出功率和枪口动能被设计得非常低。因此水弹枪的射程和精准度都远远逊色于软气枪，但是相对着安全性也大大提高，加上水弹在击打目标后会发生破碎并消耗掉自身动能，只要佩戴护目镜就可以放心玩耍，不用担心对身体和周边物件造成破坏。即使出现卡弹的故障情况，水弹枪的安全性也要大大高于软气枪和漆弹枪。
水弹同时也比塑料弹和漆弹成本更加低廉，同时也携带轻便（可以在干燥状态下装在塑料瓶或塑料袋内，使用前在水中浸泡几小时就可以使用）。而且水弹超过98％的质量和体积都是由水分子构成，撞击目标破碎后形成的残渣会在水分蒸发后变成自然分解的细粉末，不像软气枪弹那样存在塑料污染引起的环境清理问题，也不像漆弹那样会残留油彩。
因为水弹的脆弱性无法像塑料弹一样用弹簧压力向枪膛内推进，早期的水弹枪和漆弹枪一样使用上置的供弹器（通常假装成瞄准镜形状），利用重力将水弹送入枪膛内。但是2016年底，装有内置电机的下置弹匣出现，通过接触点由枪体自己的电池供电，驱动一个齿轮将水弹堆积推上供弹管进入枪内。这种下置弹匣的出现使得水弹枪的外形可以越来越仿真化, 导轨可装上各种配件, 如瞄准器和全息镜, 玩家可以进行拟军事化的对抗射击较量。

## 合法性
水弹枪从技术层面属于软气枪的极端弱化版，最早是在中国大陆2008年全面严打各类仿真枪后，为了填补射击爱好者的市场需求空白并符合中华人民共和国公安部单方面新制定的“枪口比动能不超过1.8 J/cm2”的限制才被研发出来。因为公安部对枪支的鉴定标准除了枪口比动能外还包括外形判断，对水弹枪的管制也完全取决于执法机构的主观意愿，其中灰色定义和选择性执法的余地非常大，因此在公共场所随意展示水弹枪并不是明智的行为。
水弹与BB弹的动能差异及偏见
水弹枪在中国大陆地区，被某些水弹玩具的生产厂家和爱好者冠以比BB弹更安全及更符合中国法律的合法玩具。但和BB玩具一样都是以压缩气体为动力，发射器的结构上也是从BB玩具改动而来，威力并不逊于BB玩具。
以实际测量的水弹枪玩具与日本厂商Tokyo-marui产品对比为例，如下
| 弹丸 | 重量g | 直径mm | 动能J | J/cm2  |
| ---- | ----- | ------ | ----- | ------ |
| BB弹 | 0.2   | 6      | 0.81  | 约2.86 |
| 水弹 | 0.4   | 8      | 1.28  | 约2.55 |

BB玩具与水弹玩具射程比较
水弹圆周一般为7亳米, BB弹圆周一般为6亳米, 所以空气阻力对水弹玩具的射程影响较大, 水弹玩具的动能虽然较高, 但射程一般较短.

BB弹的原厂平均初速90m/s 水弹的初速80m/s，中国法律现行标准1.8 J/cm2

※日本法律现行标准：为低于0.9J的BB玩具为合法玩具

```
故水弹玩具其实并不符合中国法律标准。由于警察选择性执法及利益关系，造成了一面网店在明面销售，一面警察打击购买者。
```

### 海外市场
水弹枪在其他禁止软气枪的国家的市场也在增长。其中一个比较典型的例子就是澳大利亚，因为1996年亚瑟港枪击案后实施了非常严格的控枪法案，禁止速射武器的持有和销售（除了农场主和职业猎手等少数枪证持有者之外），软气枪虽是玩具枪但因能自动射击也被定位为“软性气体火器”（soft air firearm）受到牵连无法合法拥有。而水弹枪使用的凝胶弹丸其实和建材五金店批量销售的土壤蓄水凝胶是一种东西，在法律上不属于“弹药”的范畴，因此水弹枪并未被控枪法律所限制。2017年配有下置弹匣的水弹枪被进口出现在澳洲市场后，迅速在昆士兰和南澳形成了庞大的玩家群，并且出现了民间自发组织的对抗赛。
但在拥有“外表法”（appearance law，即外形决定鉴别标准）的新南威尔士、首都领地、西澳和维多利亚等州，水弹枪则不具备合法持有权，一些玩具枪商家因为进口水弹枪而被起诉或被媒体攻击，警方甚至有在州际边境钓鱼执法逮捕买家的案例。同时，澳洲媒体也在大肆炒作水弹枪对公众的“危险”，理由是警察可能会因为无法辨别外形差别而选择开枪击毙嫌疑人。2020年10月8日，南澳大利亚州警察（SAPOL）宣布将水弹枪定义为“仿真火器”，需要申请合法枪证才能持有，现有者必须在六个月的赦免期内完成手续申请或在2021年4月7日前将水弹枪上缴给警方或当地枪店，否则将按照非法持枪罪遭到逮捕和起诉。州政府声明不会负责商家的任何损失并驳回了上诉，同时南澳警方于10月14日首次依此逮捕了一名26岁的水弹枪持有者。这个决定很快引发了南澳一些水弹爱好者和商家的抗议，但警方得到了漆弹团体的舆论声援（原因是漆弹产业担心水弹会抢走自己的部分参与者市场）。

### 在中国大陆被禁
2020年9月10日，中华人民共和国公安部副部长林锐在出席“全国打击整治网售仿真枪违法犯罪专项行动”视频部署会时强调，要按照2018年成立的“打击整治枪支爆炸物品违法犯罪部际联席会议”要求，公安部、中央网信办、海关总署、国家市场监管总局、国家邮政局和各地各有关部门将排查制造销售玩具枪、水弹枪的企业、商店、市场；收缴仿真枪并处罚生产不符合标准的企业；强化出入境、道路交通查缉，严防仿真枪流入流出；引导群众积极举报线索。在此之后，许多水弹枪的生产商和销售商都改变业务开始转向软弹枪和没有发射能力的玩具枪。